# Tremataspis
Tremataspis è un genere estinto di pesci agnati, appartenente agli osteostraci. Visse nel Siluriano medio/superiore (circa 428 - 416 milioni di anni fa) e i suoi resti fossili sono stati ritrovati in Europa.

## Descrizione
Questo animale non doveva superare la lunghezza di 10 centimetri, e possedeva una forma peculiare: al contrario della maggior parte degli osteostraci, come Cephalaspis o Hemicyclaspis, questo animale non possedeva la tipica testa appiattita a forma di ferro di cavallo, dietro la quale spuntavano due pinne pettorali appaiate; Tremataspis possedeva uno scudo cefalico allungato ed esteso all'incirca alla metà del corpo, a forma di uovo o di oliva, dalla sezione quasi circolare. Le aperture branchiali erano poste ai lati del corpo, a forma di fori appaiati; gli occhi, posti sulla sommità dello scudo cefalico, erano molto ravvicinati. Non esistevano pinne pettorali. In generale, la forma del corpo di Tremataspis era simile a quella di un girino. 

## Classificazione
Tremataspis venne descritto per la prima volta da Schmidt nel 1866, sulla base di fossili provenienti dal Siluriano superiore dell'Estonia. Al genere Tremataspis appartengono varie specie, distinte principalmente per la microstruttura dello scudo cefalico: Tremataspis schrenkii, T. mammillata, T. milleri, T. perforata, T. rohoni, T. schmidti.

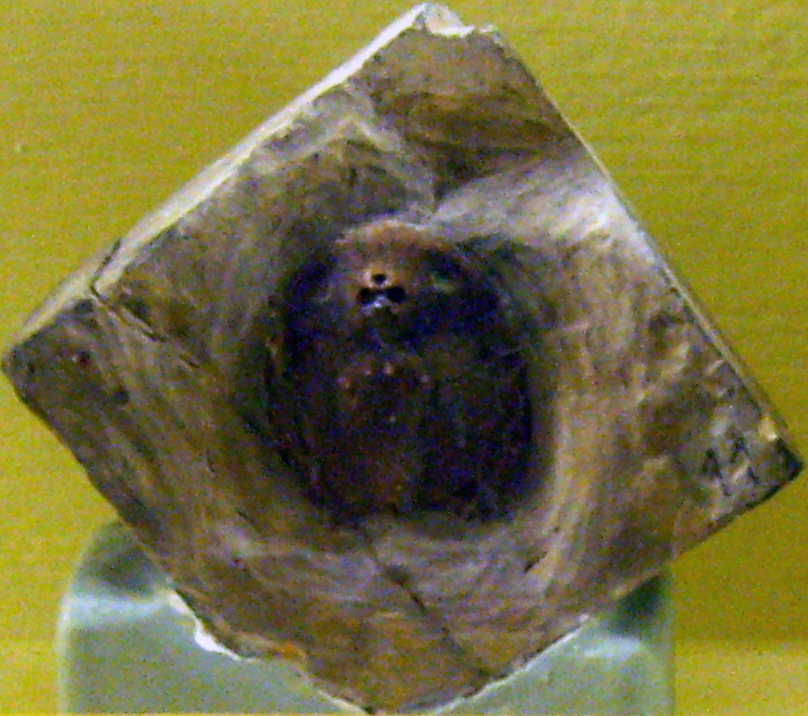
Scudo cefalico di Tremataspis schmidti

Tremataspis fa parte di un gruppo di osteostraci variamente noti come Thyestiida o Tremataspida, caratterizzati da scudi cefalici tondeggianti e a forma di oliva, privi di pinne pettorali e di piccole dimensioni. Un tempo si pensava che, a causa della forma del corpo e dell'antichità, Tremataspis fosse uno degli osteostraci più arcaici e basali; c'è chi pensava che i buchi per le aperture branchiali fossero supporti per appendici articolate simili a quelle di Bothriolepis (Patten, 1903). Più di recente, Tremataspis e i suoi parenti (ad esempio Dartmuthia) sono considerati forme molto specializzate di osteostraci, che nel corso dell'evoluzione hanno perso le pinne pari e hanno sviluppato una forma insolita dello scudo cefalico.

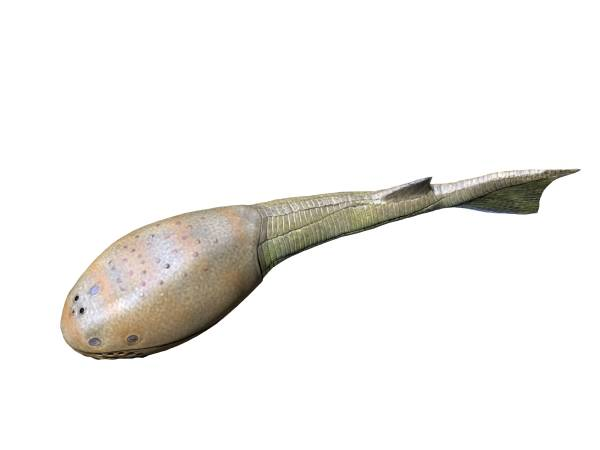
Ricostruzione di Tremataspis mammillata

## Paleobiologia
Si suppone che Tremataspis fosse un animale che viveva sul fondo del mare, in ambienti poco ossigenati; lo scudo cefalico tondeggiante era forse utile a smuovere il sedimento, nel quale Tremataspis trovava piccole particelle di cibo.